# Drusus kronion
Drusus kronion là một loài Trichoptera trong họ Limnephilidae. Chúng phân bố ở miền Cổ bắc.